# Allothyriopsis
Allothyriopsis är ett släkte av svampar. Allothyriopsis ingår i divisionen sporsäcksvampar och riket svampar.